# 오충환
오충환(1988년 4월 28일 ~ )은 대한민국의 영화 배우이다.

## 학력
- 백제예술대학 방송연예과

## 출연작

### 방송
- 개그공화국 (MBN)
  - 〈내 사랑 오충환〉
  - 〈달마야 웃자〉 인턴스님 역

### 영화
- 2008년 우린 액션배우다 - 본인 역